# Fauna y flora de Israel

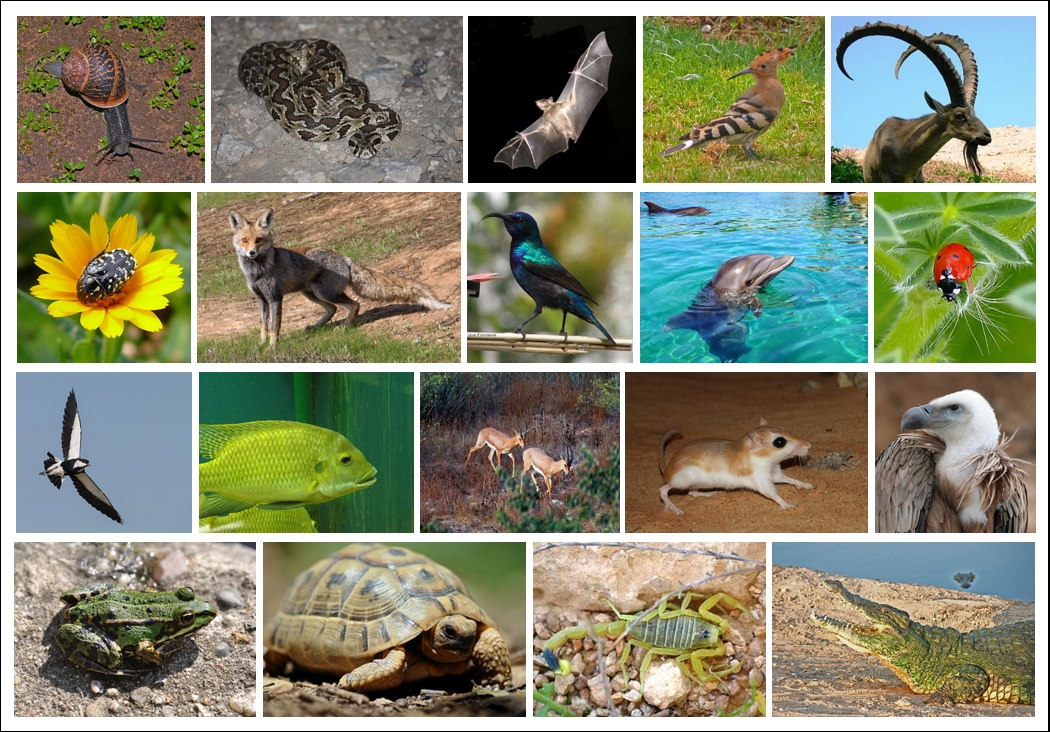
Fauna y flora de Israel

La fauna y flora de Israel comprende un conjunto de plantas y animales muy variado que se debe a la ubicación del país entre zonas tropicales y templadas, bordeando el mar Mediterráneo por el oeste y zonas desérticas en el este y el sur. Una de las características de la región que más fomenta la diversidad de aves es su función como zona de descanso de las aves migratorias en su migración entre el norte y este de África y el norte asiático y Asia central, y viceversa, en la única ruta migratoria del Mediterráneo que no requiere el vuelo sobre mar. Las especies aviares que utilizan esta ruta suelen nidificar en zonas cómo las áreas pantanosas del valle de Jule. Sin embargo, muchas otras especies históricas de la región, como el oso pardo sirio o el avestruz sirio, ya están extintas en Israel debido a la destrucción de hábitat y la caza.

## Fauna

### Mamíferos
A pesar del modesto tamaño del país, Israel cuenta con una variedad única de un centenar de mamíferos. Esta diversidad se debe sobre todo a su peculiar ubicación entre distintas zonas térmicas y biogeográficas. Eso significa que para muchas especies este país constituye la zona limítrofe de sus hábitat: los territorios de especies paleárticas terminan en las zonas desérticas del país, mientras que los territorios de especies oriundas de los desiertos de África terminan en sus costas mediterráneas. La mayoría de mamíferos de Israel son paleárticas, siendo la décima parte endémica de la región.

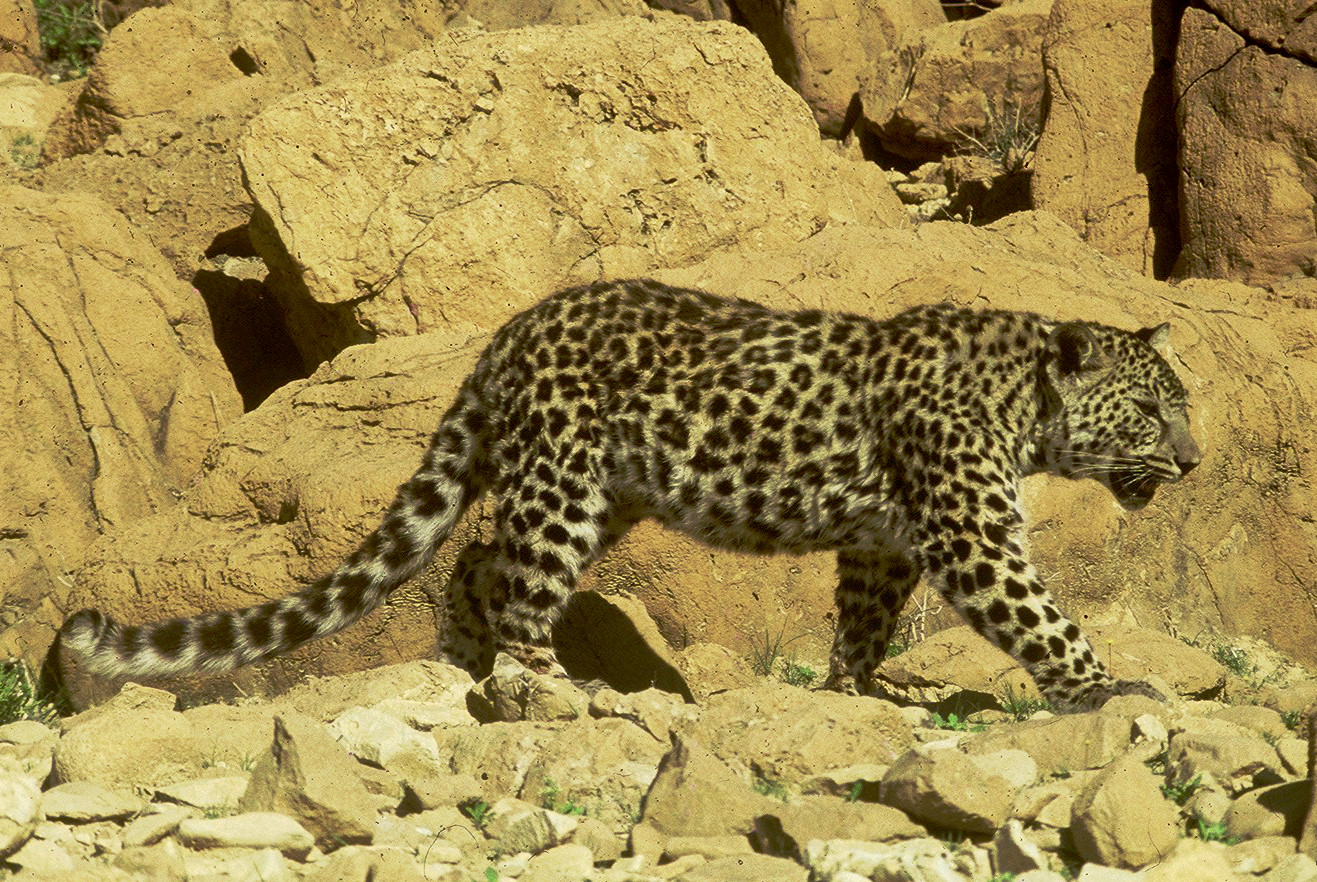
Leopardo en un acantilado del desierto de Judea, 1985

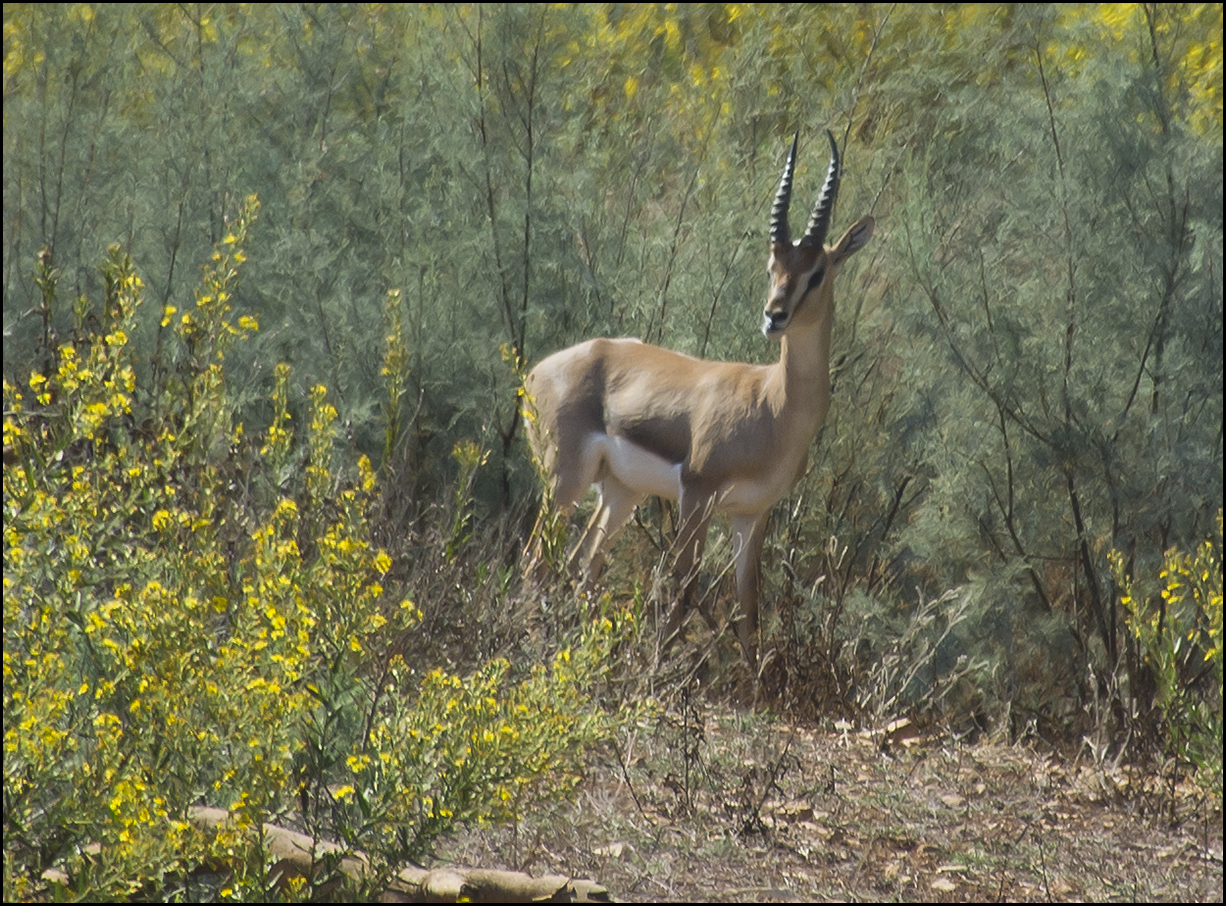
Gacela montañosa israelí en un valle de Jerusalén

Quizás la más abundante representación de los órdenes mamíferos en Israel son los murciélagos que, con 33 especies, la mayoría insectívoros, se pueden encontrar en diferentes hábitats por todo el país. Esta abundancia ha fomentado una multitud de investigaciones locales acerca de este animal y sus formas de comunicación y navegación.
La gacela, sin embargo, es el mamífero más emblemático del país, con poblaciones desde Galilea y los altos del Golán hasta el desierto del Néguev, el desiero de Judea, los montes de Jerusalén y el mar Muerto. En total comprenden tres especies de gacela y varias subespecies, algunas compartidas con Palestina y Jordania.
Los grandes y medianos carnívoros están representados sobre todo por los cánidos, incluidos el chacal dorado, cuatro subespecies de zorros y en menor medida lobos y una variante más oscura de la hiena rayada siria. Actualmente, debido a la desaparición del leopardo (en caso de ser confirmada), el más grande de los félidos salvajes de la región sería el caracal.

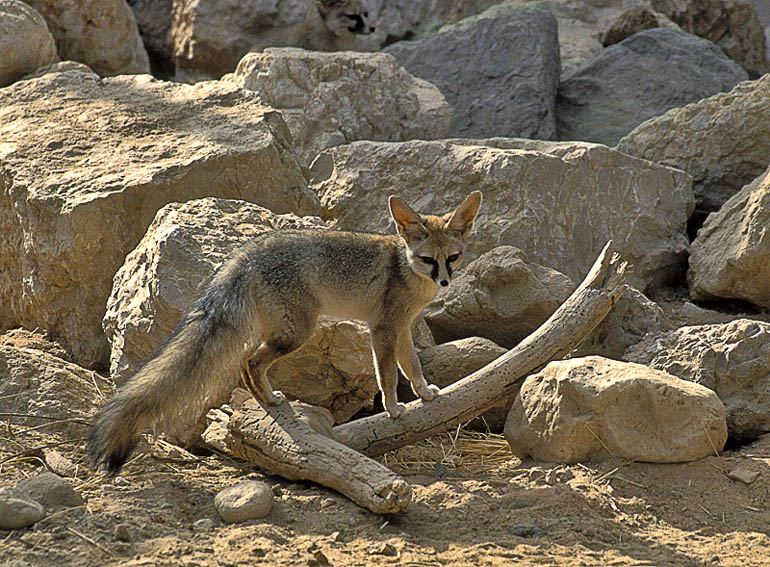
Zorro de Blanford, fotografiado en el sur de Israel

#### Especies extintas y amenazadas
A pesar de la variedad de mamíferos, el territorio del actual Israel albergaba una cantidad mucho más abundante de especies que hoy están extintas, al menos localmente, como la ardilla persa, la rata topera y hasta una variedad occidental del guepardo asiático. Otras especies han visto sus poblaciones drásticamente reducidas, de las cuales algunas se encuentran en grave peligro de extinción (a nivel local o de especie), como la variante local del leopardo de Arabia o el gato de las arenas. El caso del leopardo es tan grave, que a partir de 2017 se considera prácticamente extinto, ya que el último avistamiento oficial en el desierto del Néguev tuvo lugar en 2007 a las afueras de Ein Guedi (del que se sabe que murió posteriormente). En 2011 fue avistado por excursionistas otro ejemplar en el norte del vallé Aravá, considerado el último avistamiento de un leopardo en Israel.
Aunque las cifras de la gacela montañosa, o gacela israelí, son estables, la variante conocida como gacela montañosa palestina se ha visto en la última década drásticamente reducida y está en peligro de extinción. El motivo principal es la caza practicada por algunas comunidades de la región, pero también la pérdida de hábitat relacionada con las actividades de construcción.
No se sabe con precisión el extenso de la amenaza a las especies de mamíferos en la región, el último estudio extensivo realizado en 2002 sugiere que unas 57 especies (sin considerar las subespecies) estaban en peligro de extinción. Esta cifra puede que se sostenga, ya que en paralelo a la posible suma de otras especies a la lista desde el último estudio, también ha habido exitosos programas de contención, recuperación y reintroducción de especies silvestres, como es el caso del gamo persa y del corzo.
Históricamente, se reconocen algunas olas de extinción de especies debido a procesos de urbanización durante la Edad del Hierro. En la historia moderna, la extinción más marcada de especies tuvo lugar durante el Imperio otomano, principalmente debido a la caza, y más tarde, aunque ya más controlada, bajo el Mandato británico. A principios del siglo xx se declararon localmente extintas especies como el oso pardo sirio, el león asiático, el guepardo y el asno salvaje sirio.

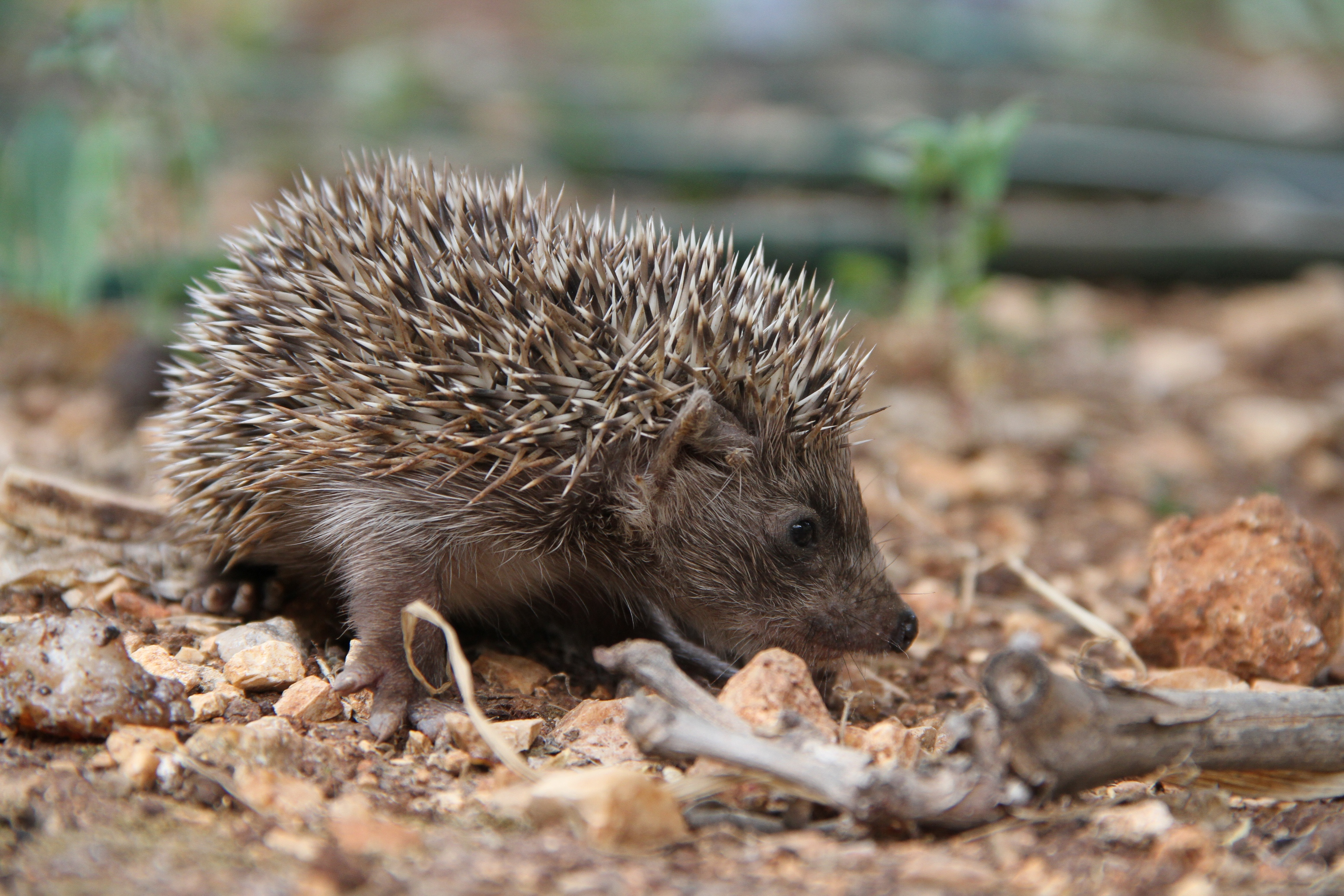
Erizo orejudo en Galilea

Los procesos de urbanización tras la fundación del Estado de Israel y actividades relacionadas como la deforestación y plantación de especies arbóreas foráneas como el eucalipto o el pino, introdujeron nuevas amenazas para las especies autóctonas. Quizás la más célebre fue el gran proyecto de drenado y aprovechamiento para el cultivo de los pantanos del valle de Jule. Considerado un gran éxito durante muchos años, se produjo un efecto perjudicial para el ecosistema local que influyó en la desaparición de varias especies, como la rata topera y el gato de los pantanos. Sin embargo, las labores de recuperación de las últimas décadas han dado su fruto, y el valle de Jule ha vuelto a ser hogar de muchas especies autóctonas.

#### En la cultura
Desde la antigüedad, los mamíferos de Israel y zonas colindantes han formado parte importante de la cultura judía, desde las vívidas metáforas y profecías bíblicas como los relatos sobre Sansón y un joven David luchando contra osos y leones (dos especies actualmente extintas en esta región) o los símbolos de las tribus de Israel, hasta las reglas de la Kashrut, tan arraigadas en la tradición culinaria judía. Los rollos de la Torá son confeccionados de piel de ciervo o antílope, y el año nuevo judío es anunciado mediante el sonido producido por el shofar – un instrumento de viento fabricado a partir del cuerno de un carnero, cabra, antílope o gacela. El propio Israel bíblico es descrito como «Tierra de la Gacela».

### Reptiles
Israel alberga a más de un centenar de especies de reptiles, la mayor parte autóctona de las zonas norteñas del país. La extinción de especies en este caso ha sido mucho menos marcada que en los mamíferos, afectando sobre todo a reptiles grandes como el cocodrilo del Nilo, el varano del Nilo o el galápago europeo.
Por tanto, la variedad de reptiles del país es impresionante, de las serpientes que habitan todas las regiones del país —desde las más húmedas a las más áridas— a la multitud de especies de lagartos. Aún hoy, a pesar de la reducción de hábitat en zonas residenciales, todavía ocurre que la gente se encuentre con alguna serpiente o sheltopusik en su vivienda, también en grandes urbes como Haifa, que aún cuenta con espacios naturales, áreas boscosas y arboledas.
Israel es casa de dos variedades de tortugas terrestres: En el norte, una variante de Testudo graeca terrestris, subespecie de la tortuga mora, y en el sur la tortuga del Néguev (Testudo werneri), considerada por algunos especie propia y por otros subespecie de la tortuga egipcia (Testudo kleinmanni). Como todas las especies del género Testudo, quien más quién menos, las tortugas terrestres en Israel son especies amenazadas que gozan de la protección de las autoridades. La más amenazada con diferencia es la tortuga del Néguev, que como todas las tortugas egipcias está en grave peligro de extinción. Aunque todavía se pueden encontrar tortugas en la naturaleza en bosques, jardines y cruzando las carreteras de Galilea y demás regiones del norte del país, su captura y uso como mascotas están estrictamente prohibidos, y sus poblaciones seguidas de cerca por los herpetólogos.

Otras especies de tortugas que habitan los pantanos y cuerpos de agua del norte de Israel incluyen a la tortuga del Caspio (Mauremys caspica), la tortuga de los balcanes (Mauremys rivulata) y la tortuga de caparazón blando del Nilo (Trionyx triunguis), además de una variedad de tortugas marinas en zonas del Mediterráneo y del mar Rojo.

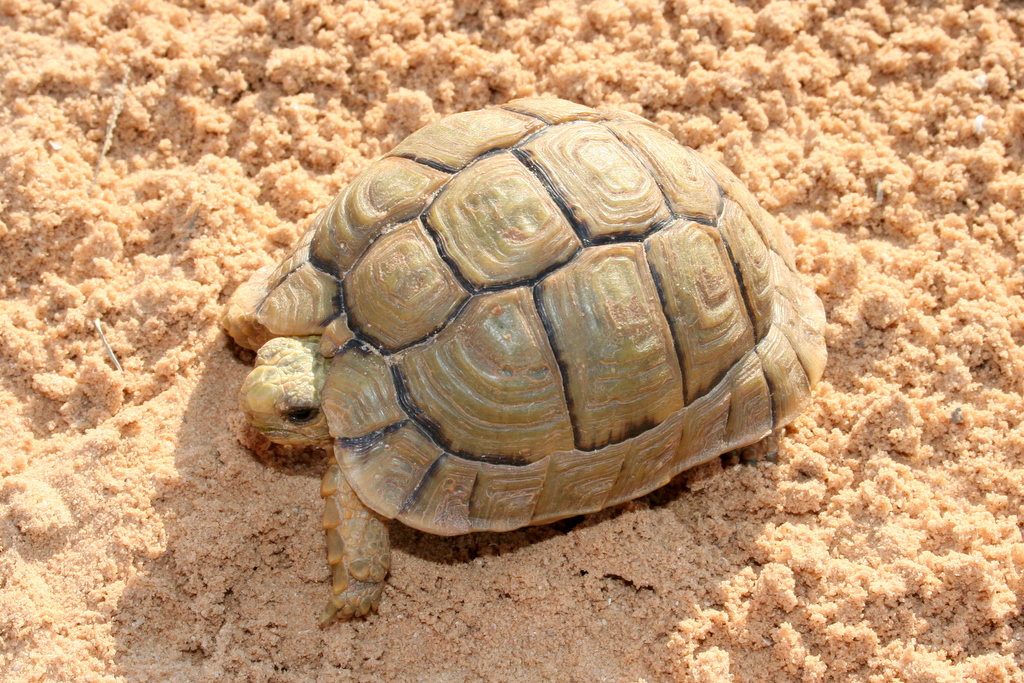
Testudo werneri en su hábitat natural
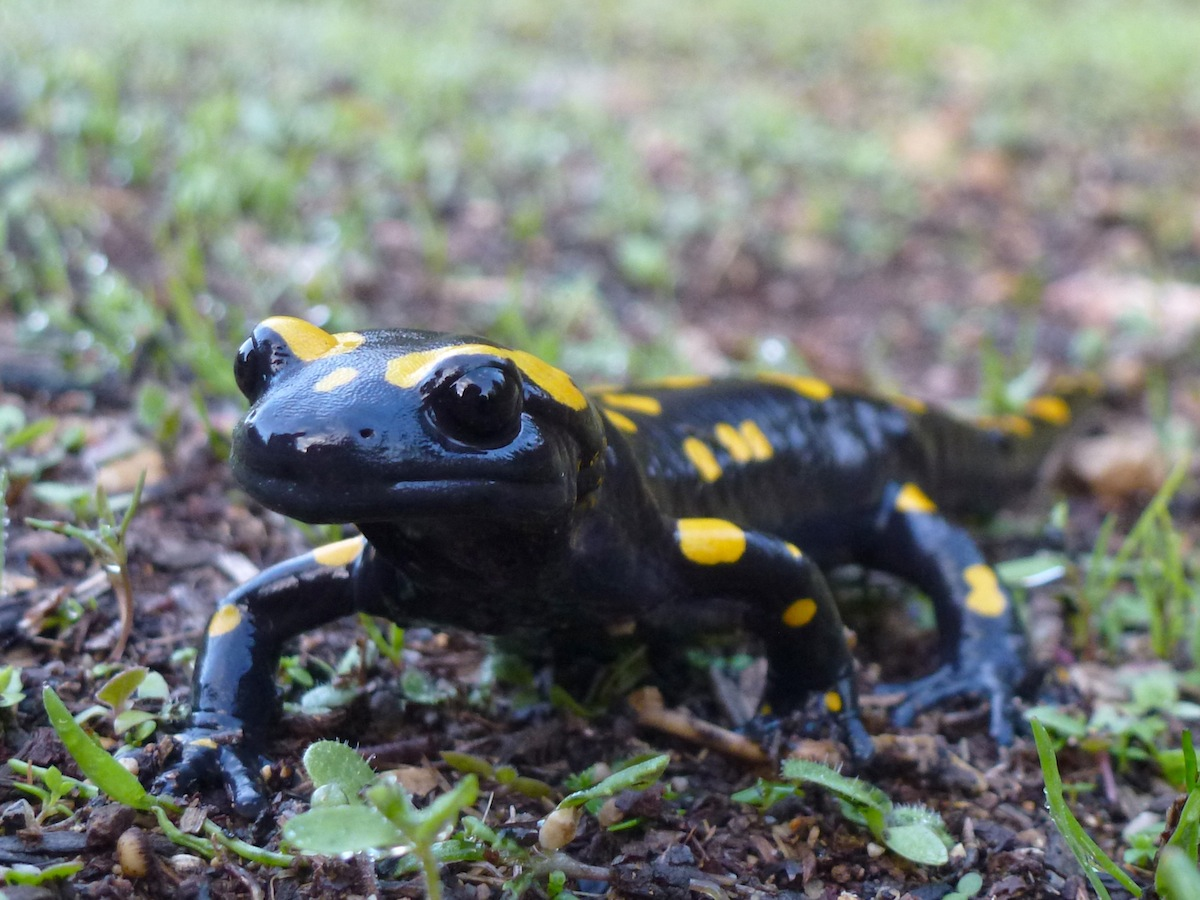
Salamandra infraimmaculata (macho adulto); Reserva natural de Tel Dan
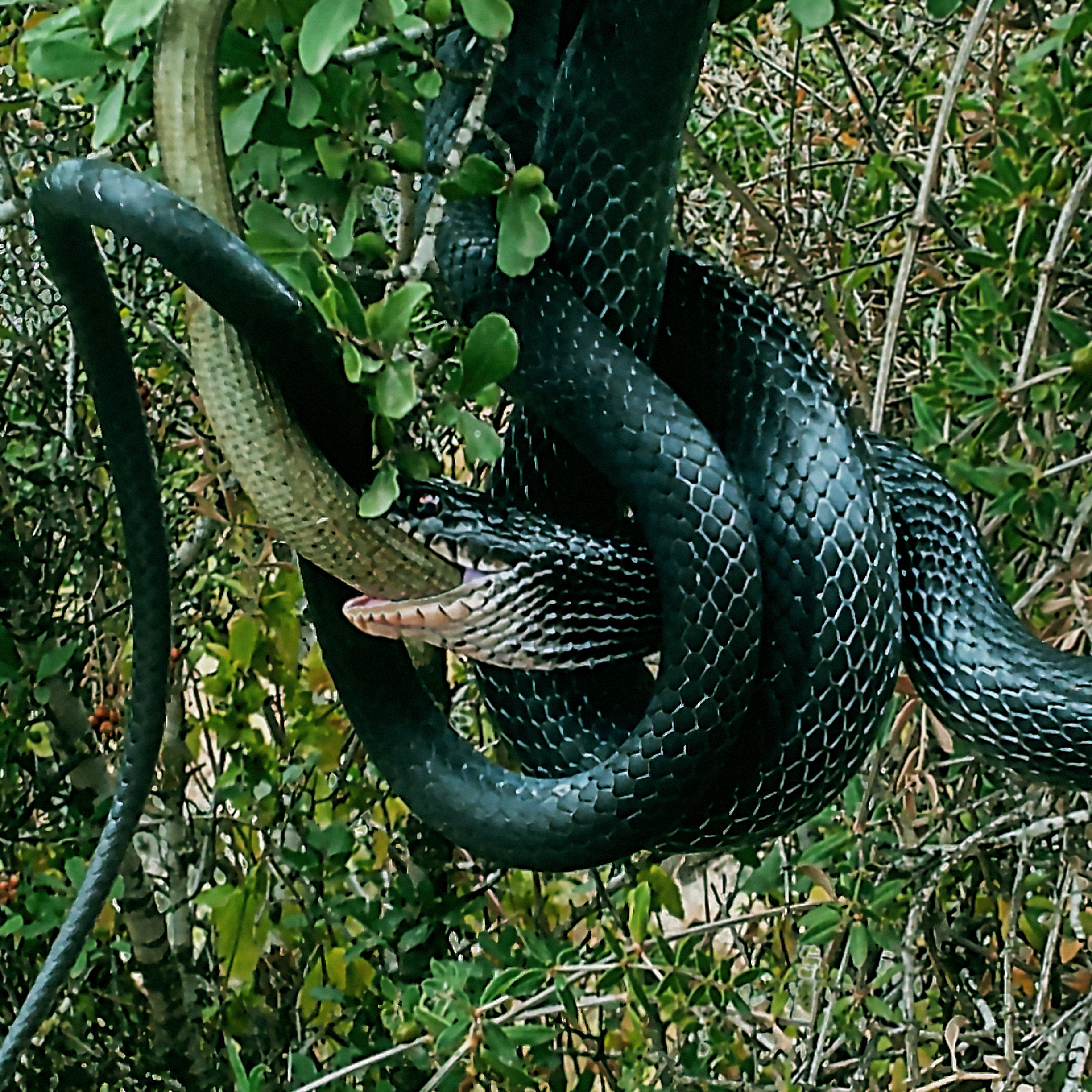
Dolichophis jugularis devorando a un Sheltopusik (Ophisaurus apodus); Valle de Elah
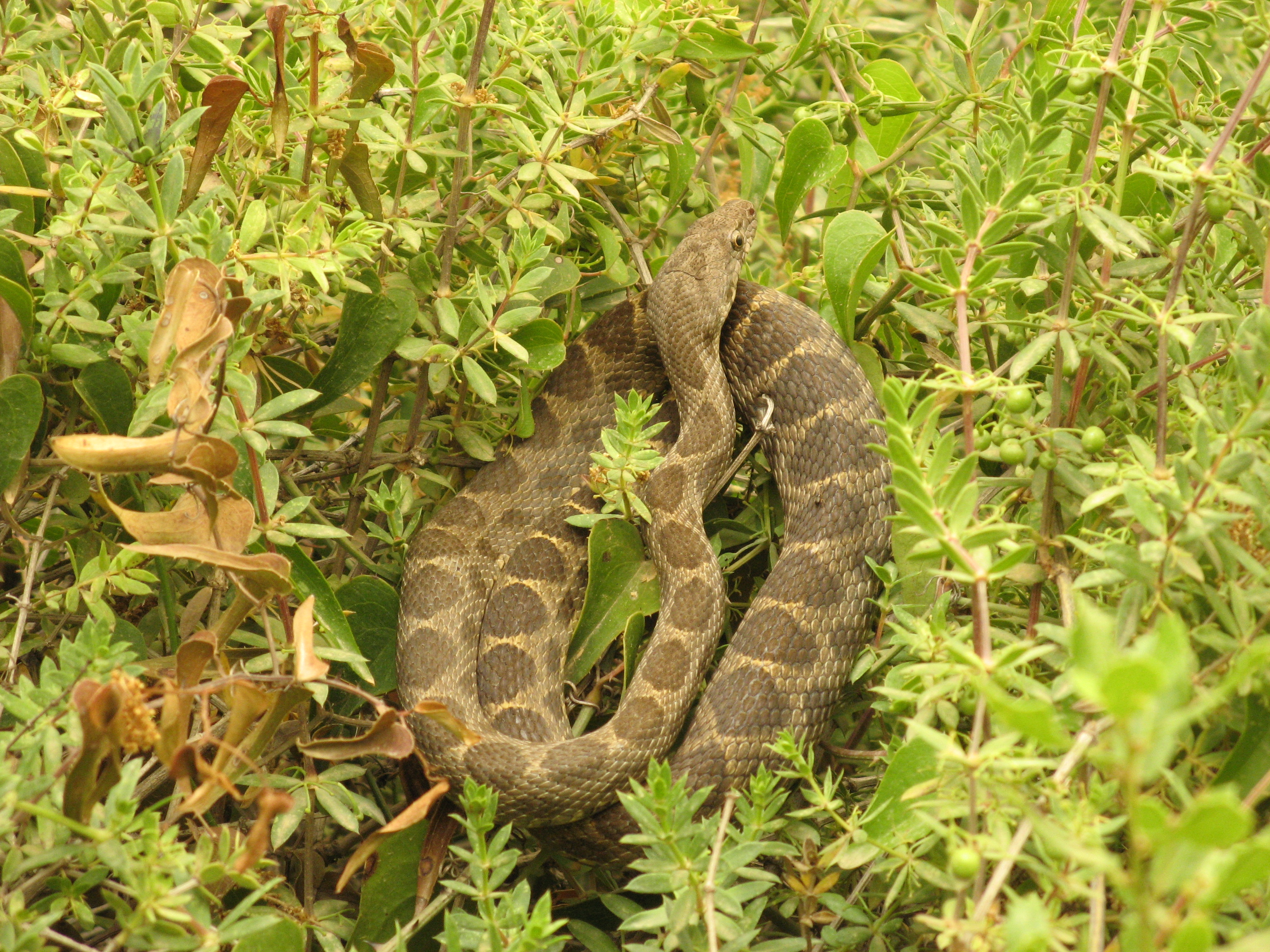
Hemorrhois nummifer en una plantación en Ein Kerem, Jerusalén
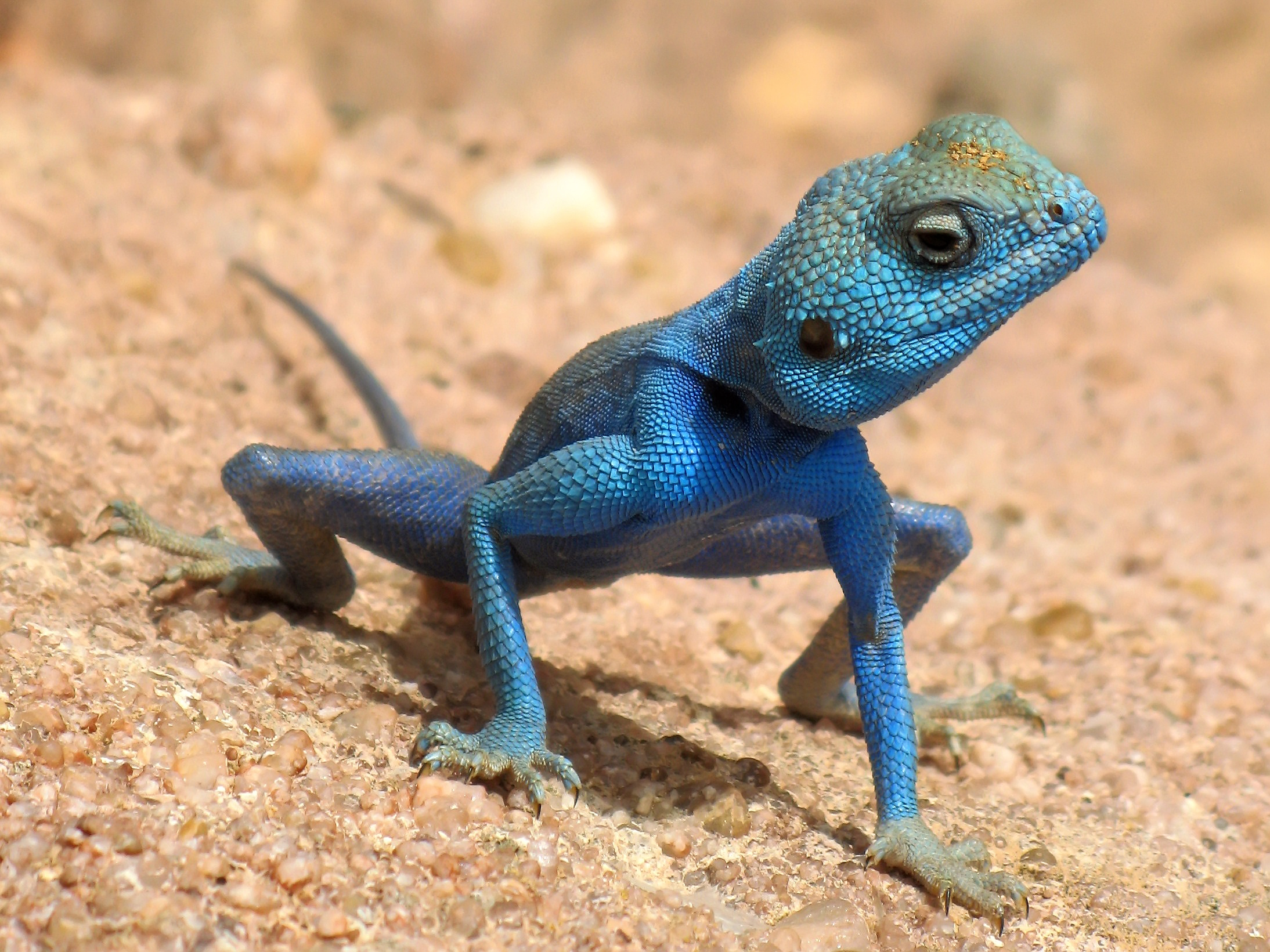
Agama de Sinaí tomado el sol a orillas del mar Rojo
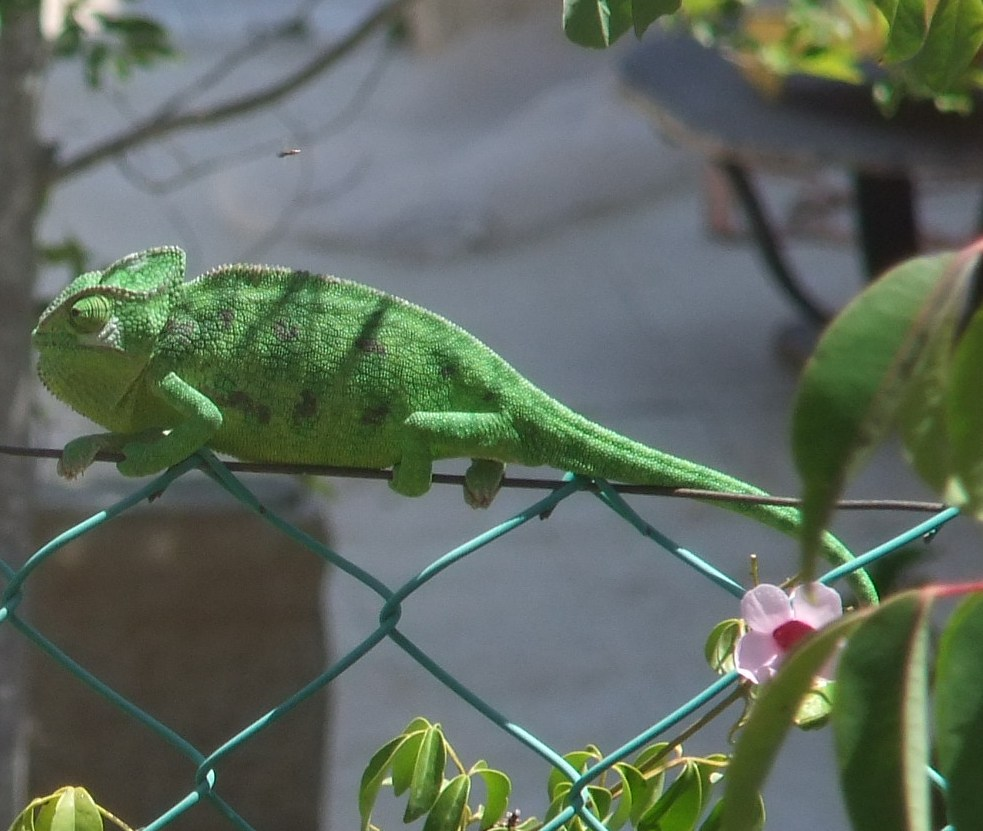
Chamaeleo chamaeleon agarrado de una valla de alambre, Ofrá (Israel)
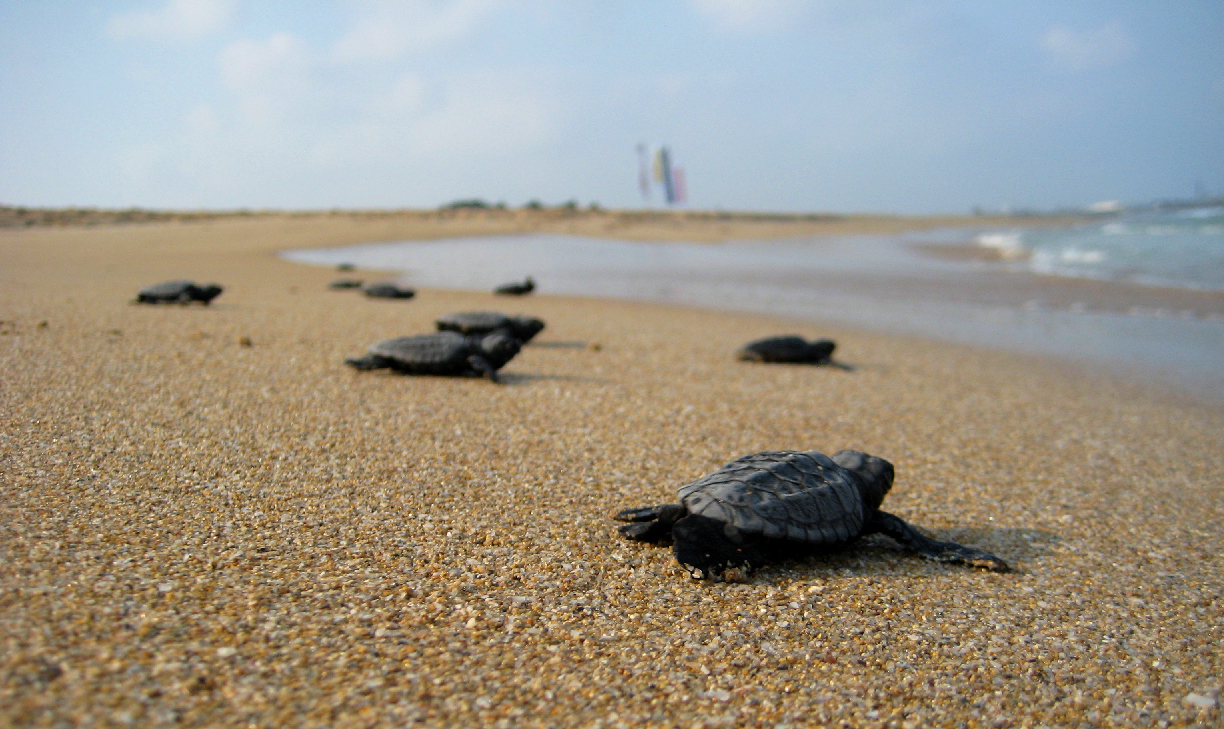
Crías de la tortuga boba (Caretta caretta) en la costa de Atlit, en su travesía hacia el mar
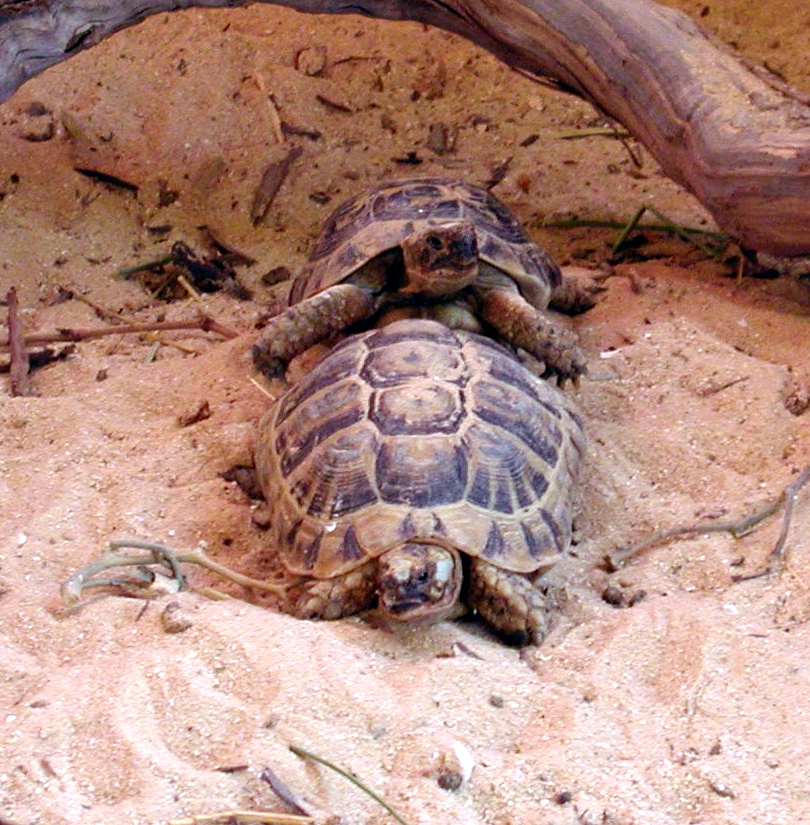
Testudo graeca terrestris apareando, Revivim

### Aves
La avifauna de Israel incluye un total de 535 especies, de las que cinco son introducidas y unas 140 son ocasionales o divagantes. Como suele ocurrir en el caso de las aves por su movilidad aérea, el vagabundeo de aves en Israel es tal, que resulta difícil ofrecer números exactos de la cantidad de especies que alberga. Sea como sea, el país cuenta con una de las mayores concentraciones de aves por kilómetro cuadrado, con un récord mundial de avistamiento de águilas en el Jerusalem Bird Observatory de unos 10 000 ejemplares en una mañana.

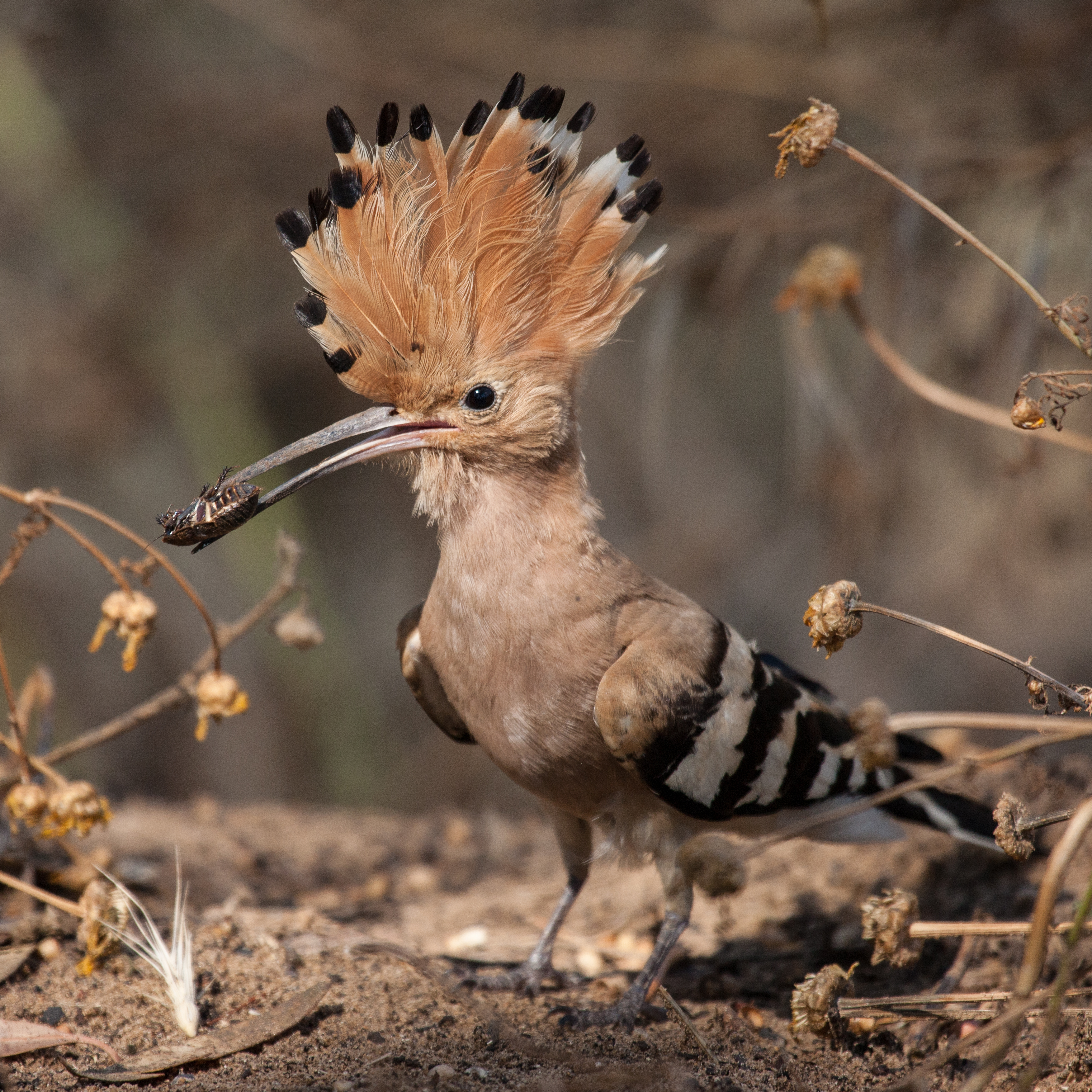
La abubilla – el pájaro nacional de Israel

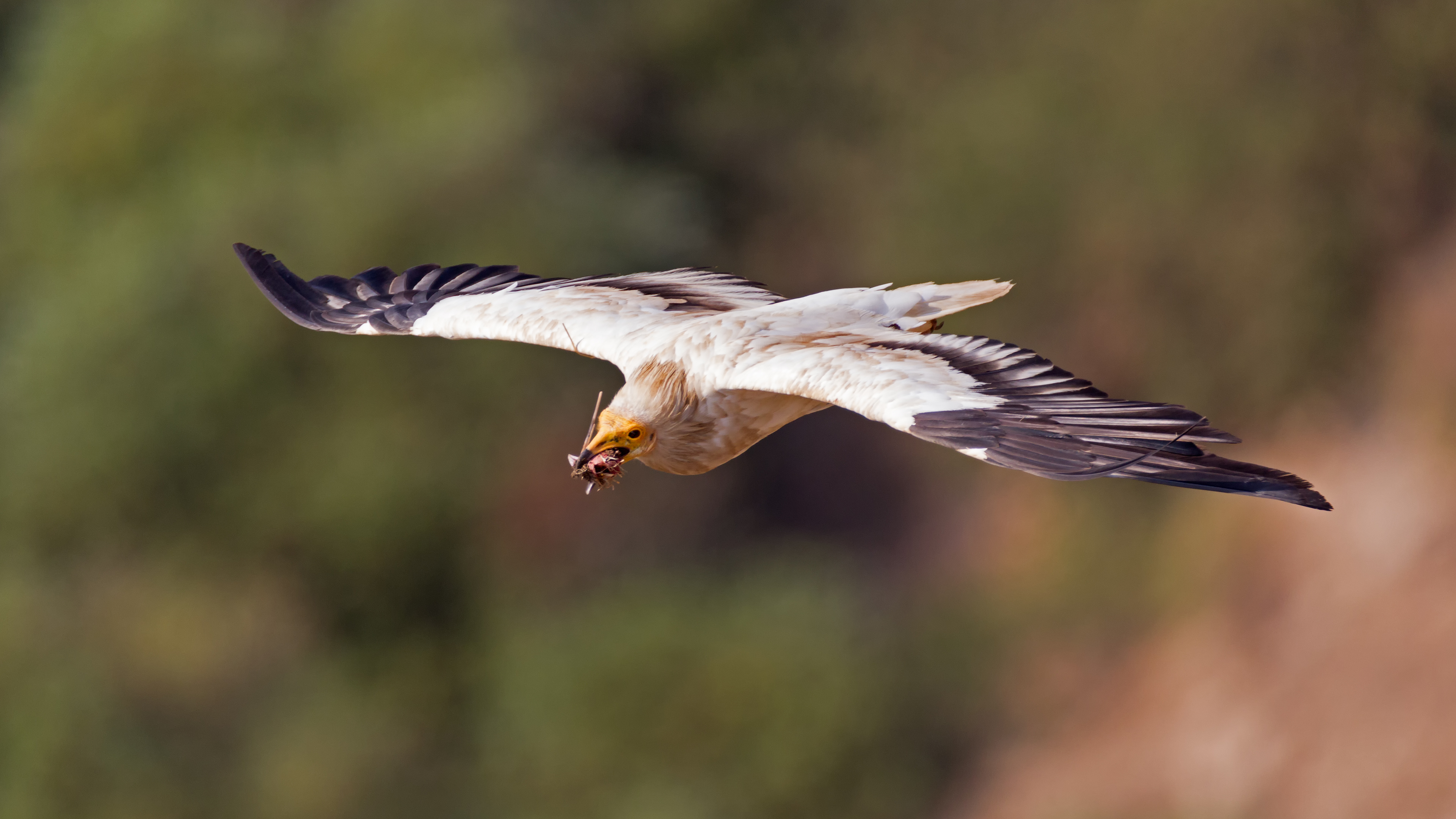
Un alimoche común regresando al nido con comida en el pico; Reserva Natural de Gamala

De las 200 especies nidificantes, 175 nidifican de forma regular (cada año) y otras de forma excepcional o divagante, como el carricero de Basora que ha sido avistado en el valle Jule. 57 de las especies que nidifican regularmente son residentes permanentes del país, como el gorrión común, y la mayoría de las restantes nidifican durante el verano, como es el caso de la collalba rubia.

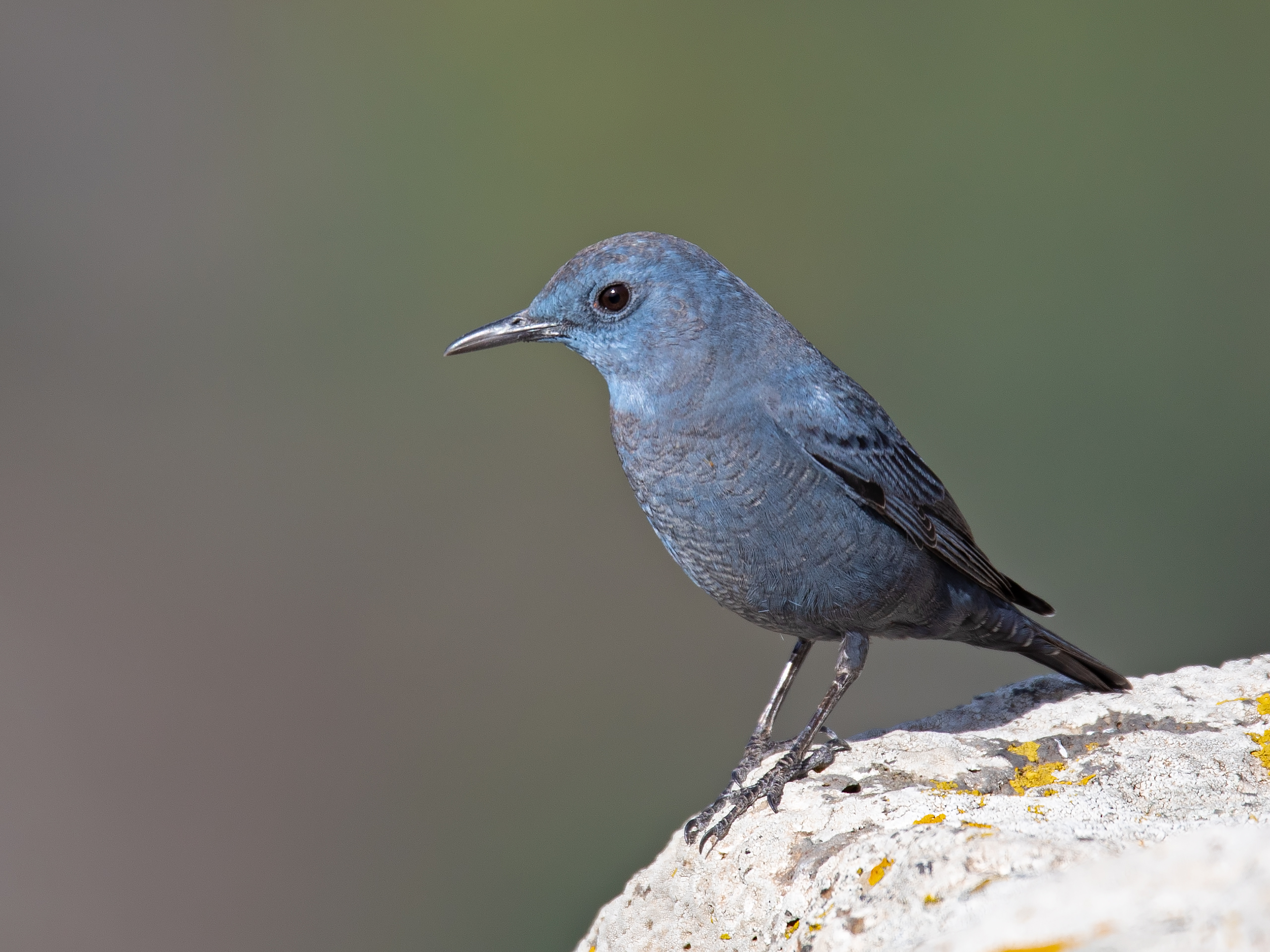
Un roquero solitario macho; Reserva natural de Gamala

Europa y Asia son origen de 216 especies nidificantes de invierno (wintering species), que arriban a Israel en otoño y emprenden su camino de vuelta en primavera. Algunas, como la grulla común, invernan en grandes bandadas, y otras, sobre todo los paseriformes, lo hacen en bandadas o poblaciones mixtas. También existen las que, como el mosquitero común o el autillo persa, pasan el invierno en solitario, y otras como la tarabilla común que lo hacen en pareja. Entre las especies que invernan en este país se incluye una gran variedad de aves rapaces, mientras que estanques, lagunas de agua salada y alcantarillados atraen a aves acuáticas y otras.
La migración aviar bianual entre Europa y el este asiático hacia África en tiempos de frío (otoño-invierno), y viceversa en primavera, es la responsable de que unos 500 millones de aves nidifiquen o atraviesen Israel cada año. Centros de avistamiento y control de aves operan en Ein Guedi, Sde Boker, Eilat, el valle del Jordán, Kefar Ruppin y Maagan Michael.
Los pantanos del valle de Jule (conocidos coloquialmente como «lago de Jule») son lugar de descanso de decenas de miles de grullas en su ruta de Finlandia a Etiopía cada invierno. Granjeros de la zona suelen repartir comida en puntos estratégicos para evitar que dañen a los cultivos agrícolas en campos aledaños.

#### Aves de presa
Existen 42 especies de aves de presa diurnas (falconiformes), de las que 15 son reproductoras (nidificantes que se reproducen en Israel) y 10 son residentes permanentes.

#### Especies extintas y amenazadas
Según el último estudio realizado, 14 de las especies autóctonas del país están amenazadas a nivel de especie (es decir globalmente), y una quinta parte de las especies nidificantes se consideran amenazadas localmente.
A pesar de que las aves rapaces están protegidas por ley y la existencia de mecanismos de estudio y vigilancia, sus cifras se han ido disminuyendo con el tiempo, mayoritariamente debido a la desaparición (relativa o completa) de especies de presa, como también por motivos de envenenamiento ilegal (práctica común hace décadas). Algunas especies como las del género Clanga (por ejemplo, el águila pomerana), el pigargo europeo, el buitre orejudo y el quebrantahuesos están extintas como especies nidificantes/reproductoras, y otras están gravemente amenazadas.
El avestruz sirio (conocido también como avestruz arábigo) hace tiempo que está extinto en Israel. En su lugar fue introducido el avestruz del Sáhara (una especie que habita los desiertos y estepas del norte africano) que había sido reproducido en cautividad con el fin de ser posteriormente librado en espacios abiertos y reservas naturales del Néguev. No deja de ser, sin embargo, una especie introducida para compensar la pérdida de la especie endémica.

### Peces
Las costas, lagos y embalses de Israel son hogar de unas 1728 especies de peces, de las que 410 se encuentran en aguas mediterráneas y unas 1270 en el mar Rojo (extremo noroccidental del golfo de Áqaba). El resto de especies se encuentra en el interior del país, siendo peces de agua dulce, entre especies silvestres y especies cultivadas.

#### Mar de Galilea
El más prominente de los parajes acuáticos en el interior del país es el mar de Galilea, con un total de 27 especies de peces (agrupados en una decena de familias), de las que 19 son autóctonas y las demás introducidas. Algunas de las especies nativas son singulares, como la Acanthobrama terraesanctae o la Tristramella sacra (localmente llamado «Pez de San Pedro» – no confundir con el Zeus Faber), que solo existen en este lugar, aunque este último, un cíclido cuyo frezadero se encontraba en el muy dañado pantanoso extremo norte del lago, se considera extinto. 

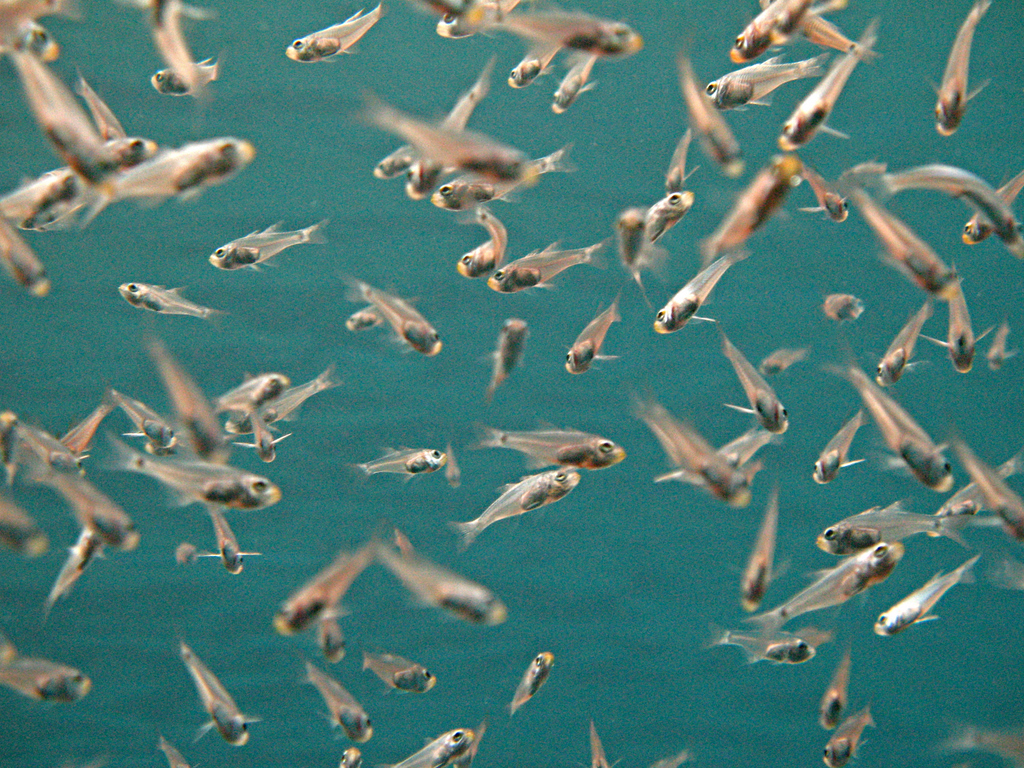
Un grupo de pequeños osteíctios en el golfo de Eilat
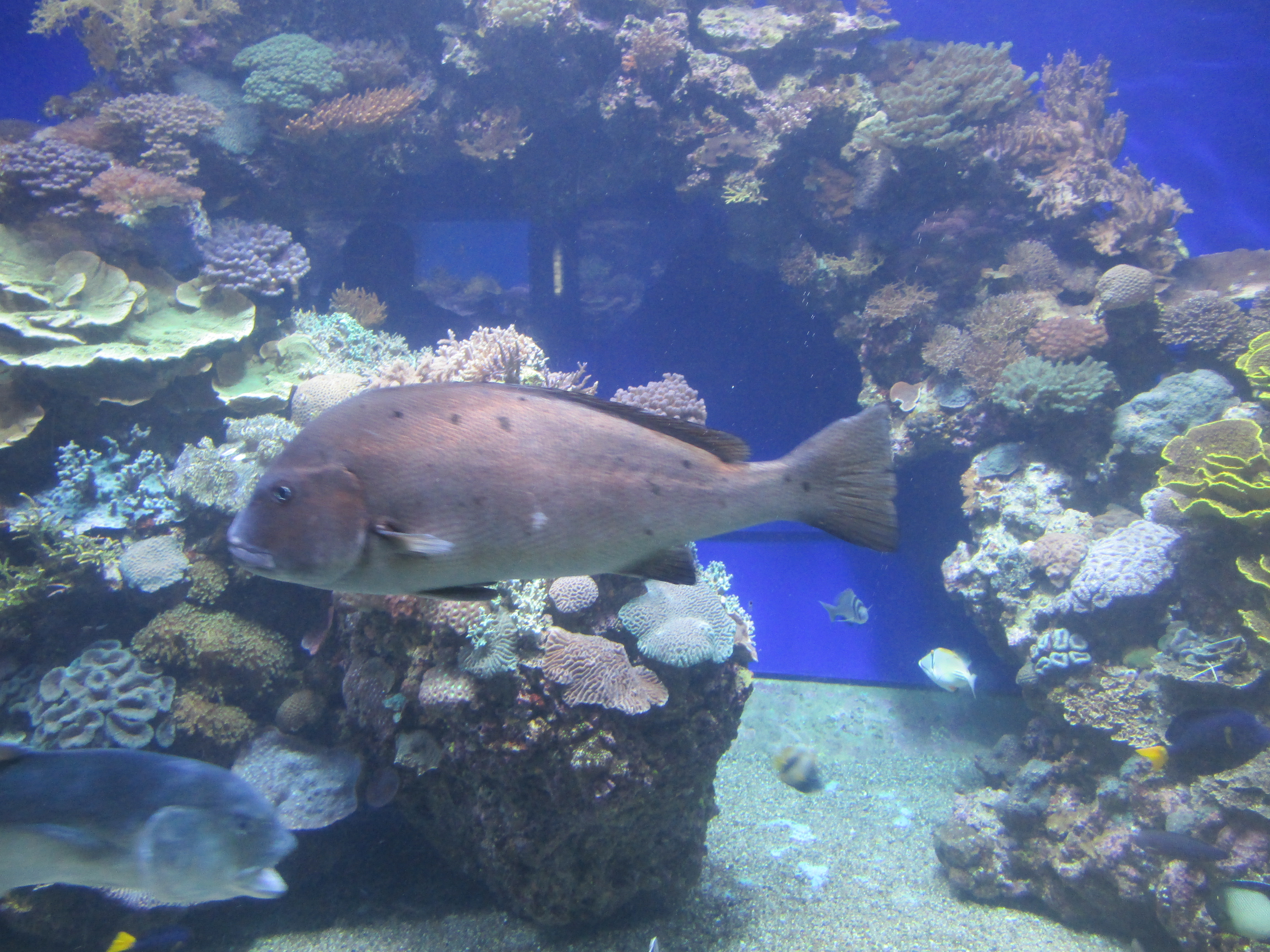
Observatorio submarino de Eilat
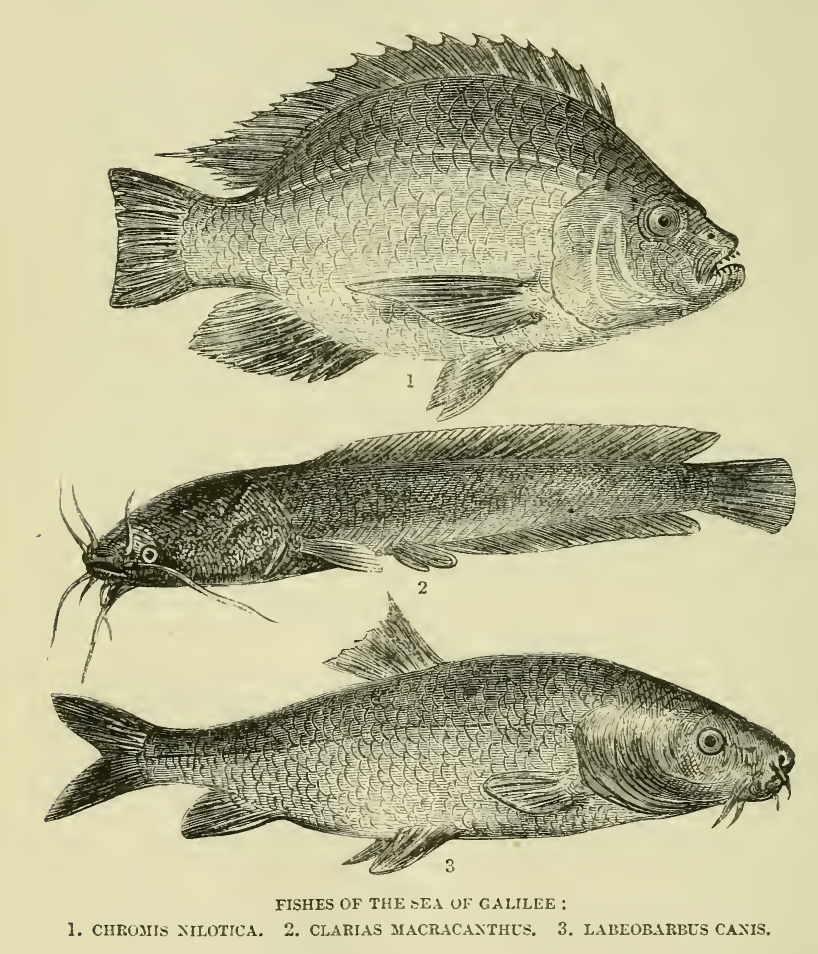
Especies del mar de Galilea; Tristram Natural History of the Holy Land

### Especies invasoras
Muchas especies de animales en Israel, la gran mayoría invertebrados, son especies invasoras o especies introducidas, incluidos muchos de los moluscos que abundan en los jardines e invernaderos pero también en los hábitats naturales de los moluscos autóctonos. Uno de estos es el Helix aspersa, originario de Europa, tan común en los jardines israelíes que adoptó en hebreo el nombre caracol del jardín de algunas lenguas europeas. En un estudio de 2008, se identificaron hasta 220 especies invasoras de insectos, algunas consideradas plagas.
Sin embargo, la situación en cuanto a los vertebrados es bastante mejor (sobre todo comparado con otras regiones del mundo). Un estudio de 2004 identificó solo a dos especies invasoras de mamíferos (Funambulus pennantii y la nutria), una de pez (el pez mosquito), dos de reptiles (el galápago americano y el gecko de cola espinosa) y 18 de aves. No se conoce ninguna especie invasora de anfibios, probablemente debido a la escasez de hábitats compatibles.

## Flora
Existen 2867 especies conocidas de plantas en Israel, de las que al menos 253 son especies introducidas. La llanura costera y la llanura del Sharón son especialmente ricas en especies endémicas.

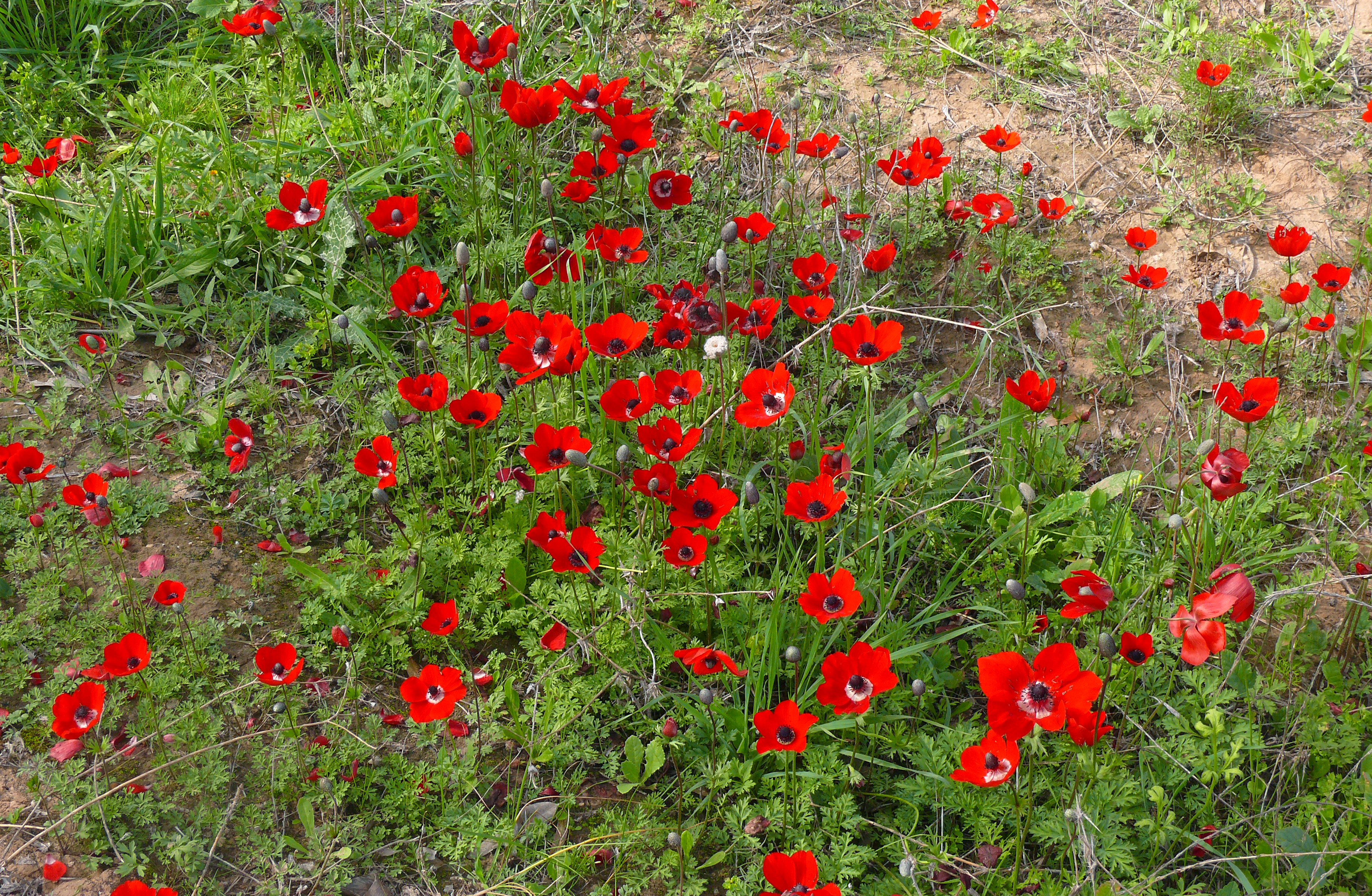
Anemone coronaria, bosque Shokeda
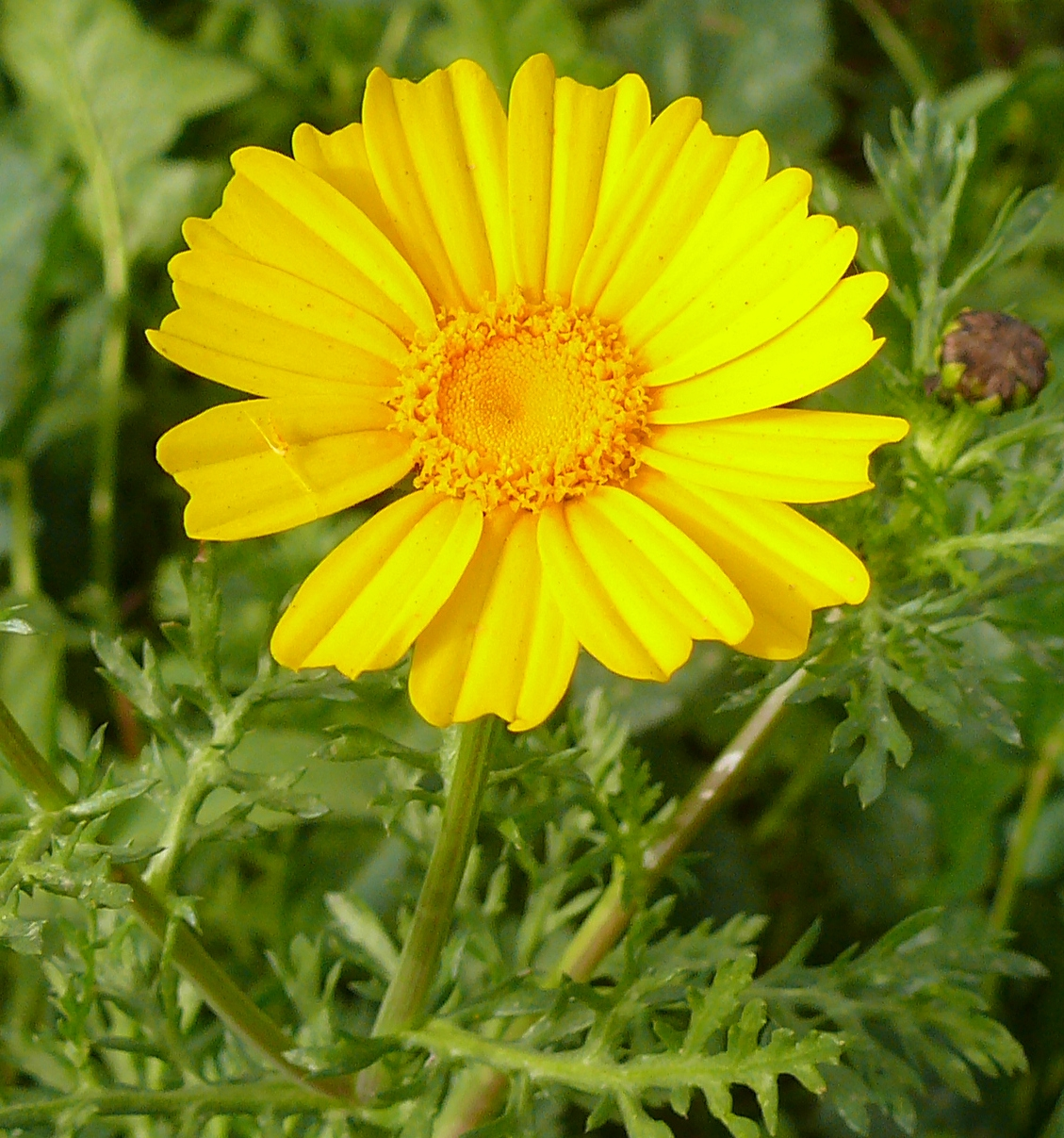
Glebionis coronaria, reserva natural Bney Zion, llanura del Sharón
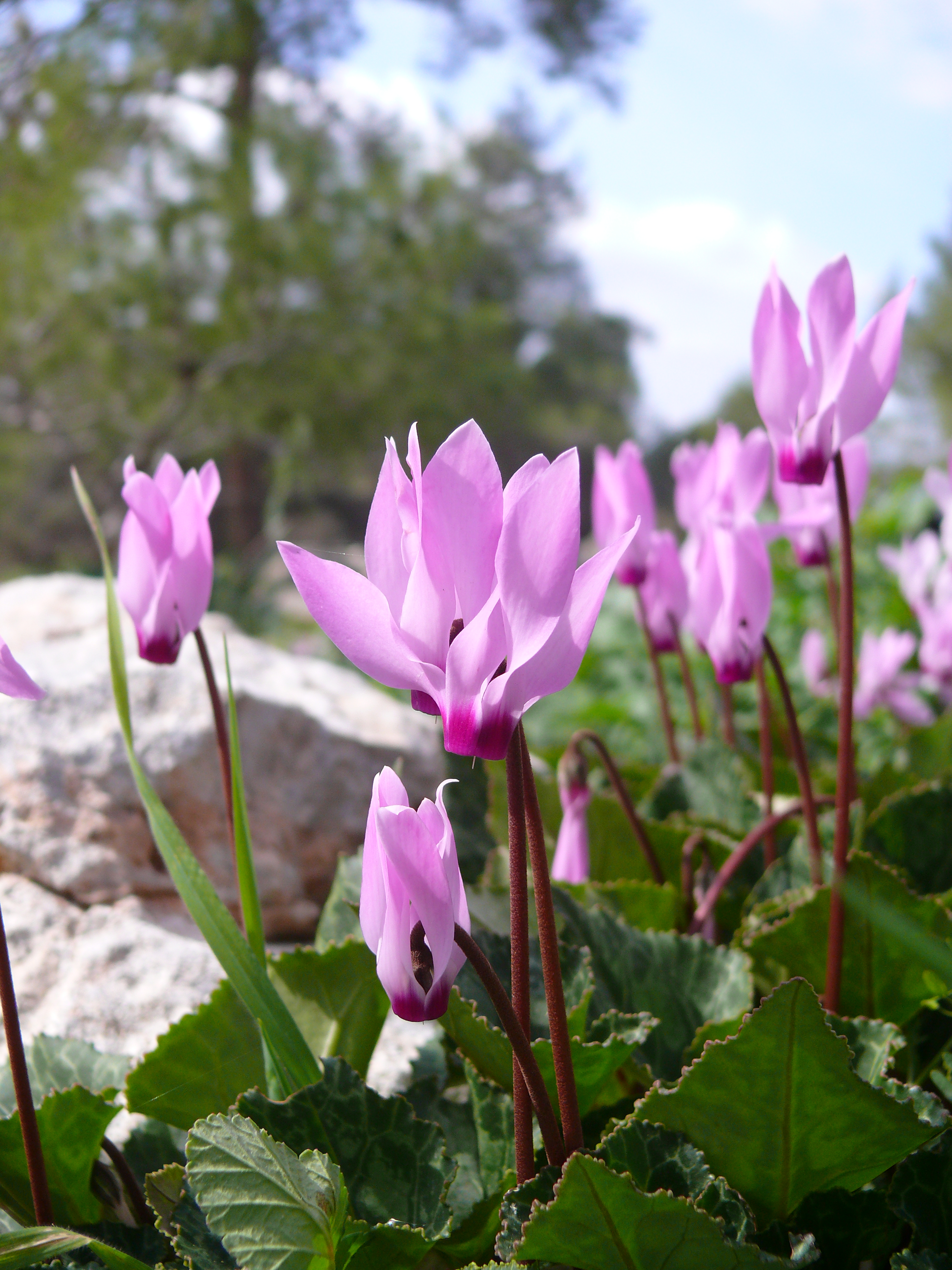
Cyclamen persicum, flor nacional de Israel; bosque de Estaol
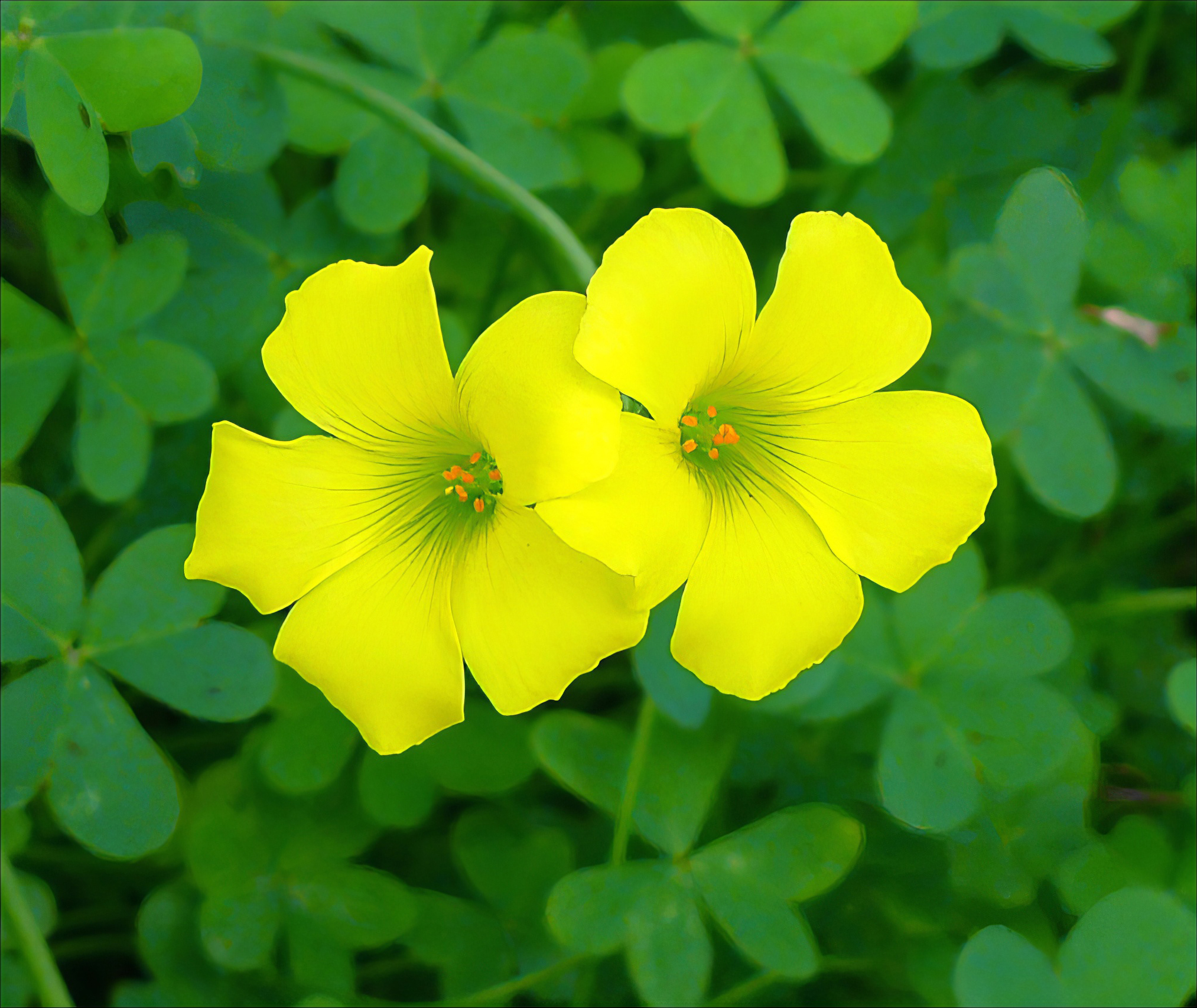
Oxalis pes-caprae, Israel, considerada especie invasora
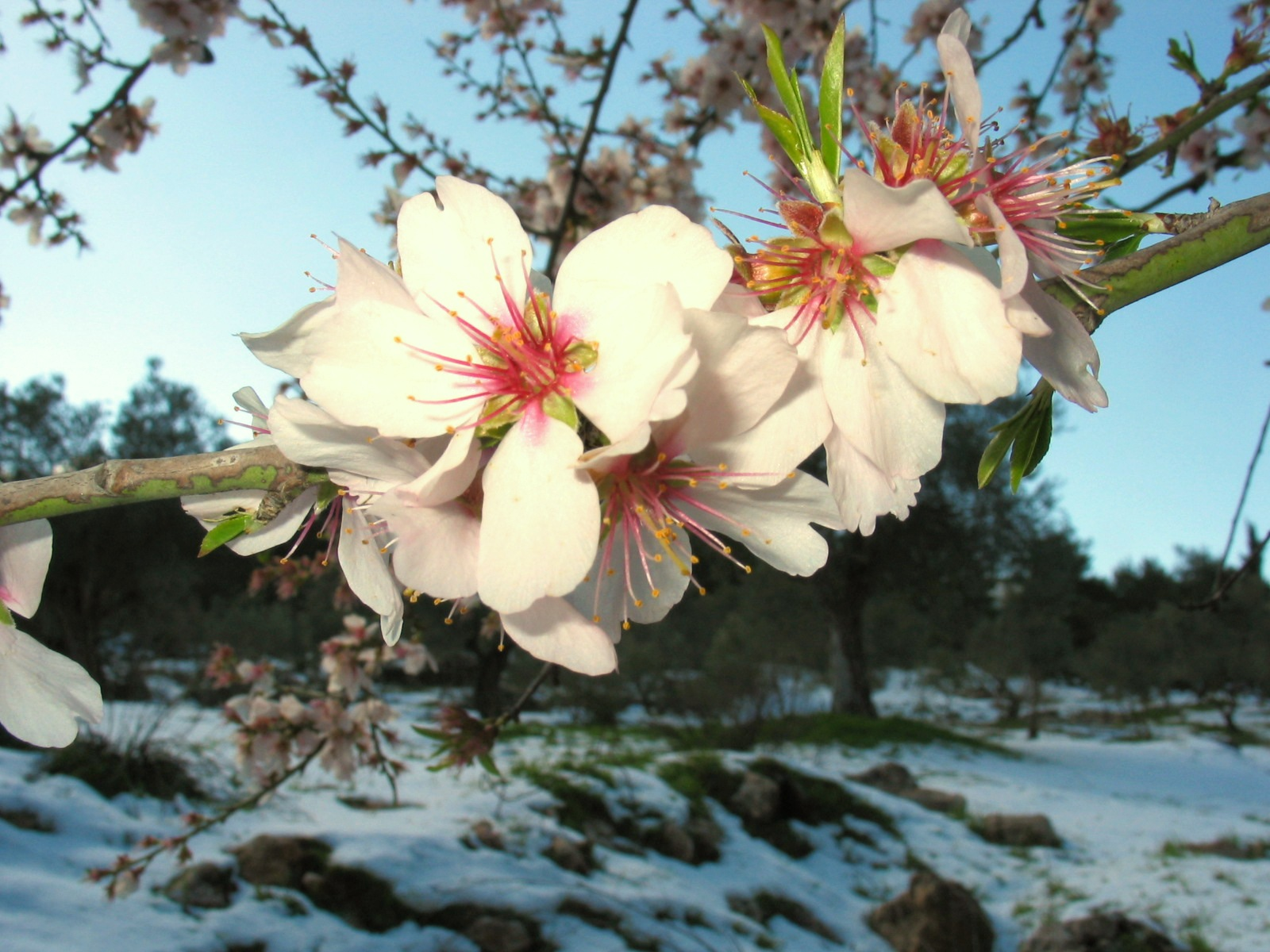
Floración del Almendro (Prunus dulcis); Monte Carmelo

## Conservación

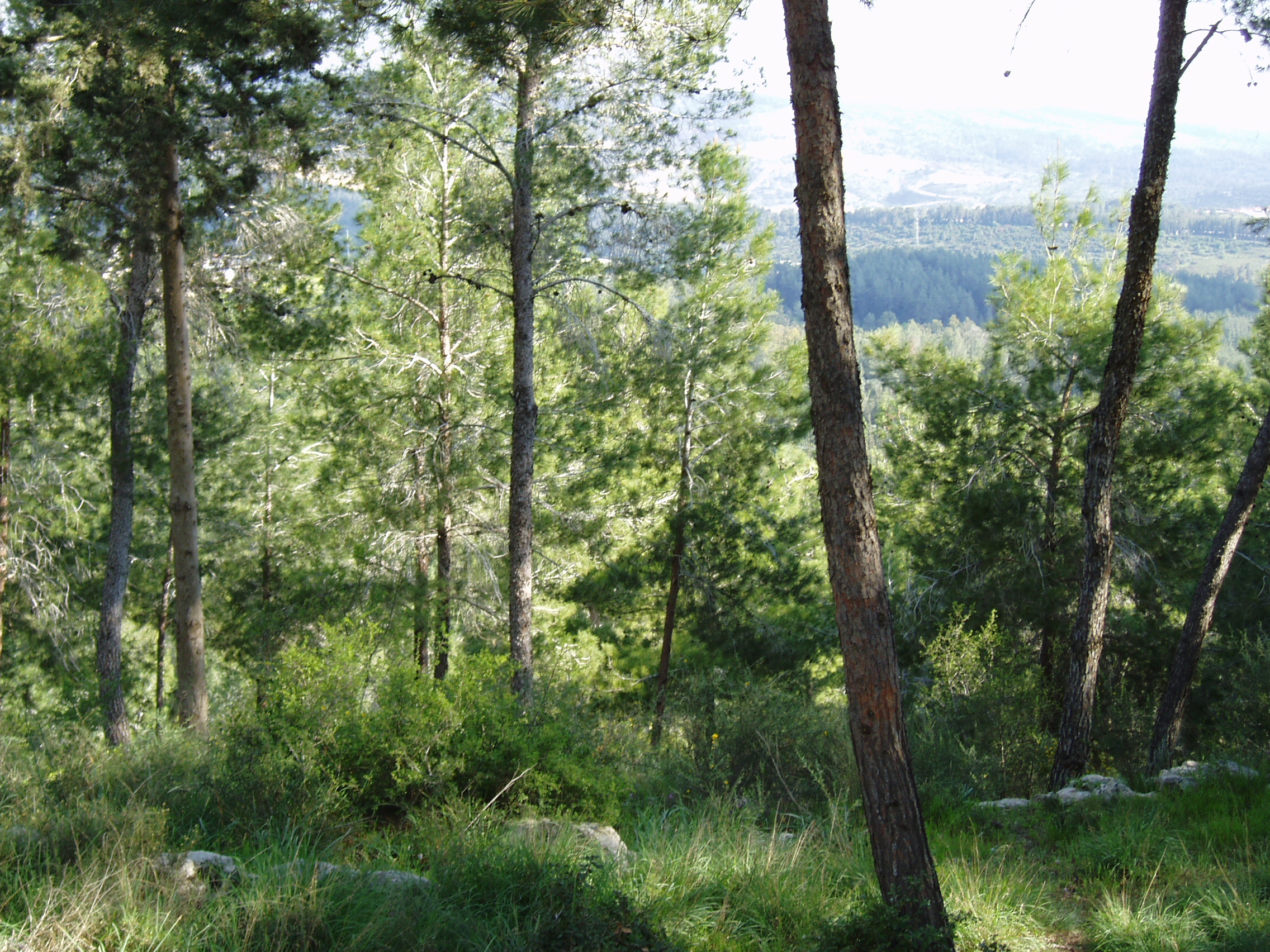
Bosque de Eshtaol, Parque Nacional Rabin

La ley israelí actual impone muy duras restricciones sobre la caza de animales y su domesticación o captura. Un ejemplo muy presente es el de las tortugas de tierra, muy comunes hasta pleno siglo xx y actualmente en peligro de extinción. Aún se pueden ver en la naturaleza en bosques, zonas áridas y hasta en jardines de casas y edificios, incluso de las grandes poblaciones, pero su captura y uso como animales de compañía están actualmente rigurosamente restringidos.
La caza de animales también está muy restringida, y se concede a un número limitado de personas con permiso de caza expedido por la Autoridad de la Naturaleza y Parques de Israel durante las temporadas de caza, gran parte de ellos concedidos a comunidades nativas, como los beduinos. Solo existe la caza menor mediante escopetas de caza (altamente reguladas) y la pesca, que a su vez requiere de un permiso de pesca. Sin embargo, sigue habiendo casos de caza furtiva. Otra amenaza contemporánea para muchas especies, sobre todo de gacelas (como también para animales de granja) son las manadas de perros salvajes (perros que se reproducen y sobreviven en la naturaleza – no confundir con el licaón) que recorren las zonas rurales, bosques y montañas del país. En los últimos años se han hecho grandes esfuerzos para controlar estas manadas sin recurrir a la caza o matanza por individuos, que sigue siendo prohibida.

### Reservas naturales
Según el último censo de 2015, en Israel existen más de 400 reservas naturales que protegen a unas 2500 especies de plantas autóctonas, 100 especies de mamíferos, 530 especies de aves y muchas especies de peces y anfibios. En Israel la distinción entre parques nacionales y reservas naturales es algo complicada, ya que la mayoría de los primeros se centran en torno a yacimientos arqueológicos, muchos de los cuales incluyen o se ubican en hábitats naturales, y por otra parte muchas de las reservas naturales protegen no solo a la fauna local sino también a monumentos arqueológicos, como es el caso de la reserva del río Banias.

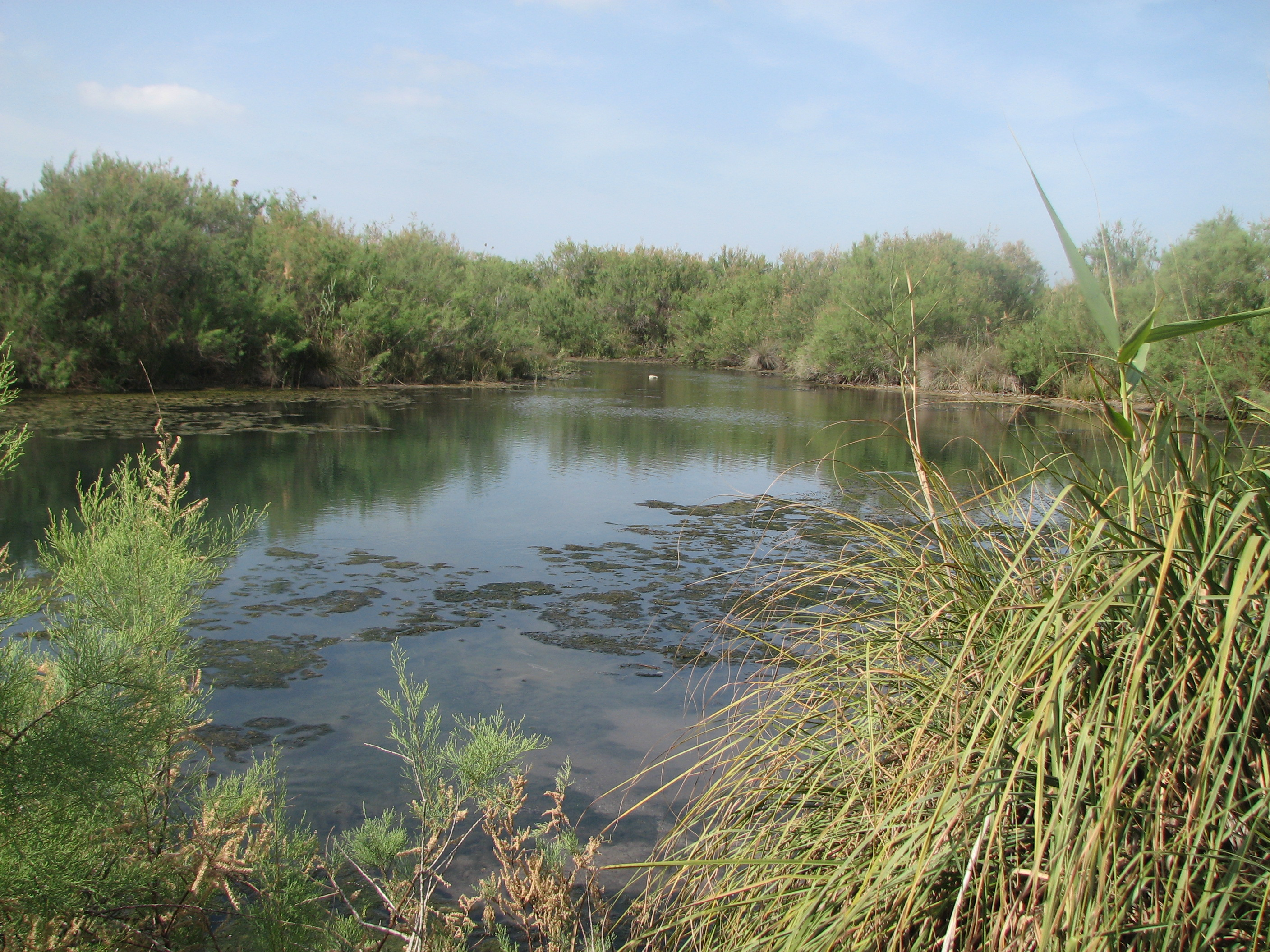
Reserva natural Nahal Taninim

El Sendero Nacional de Israel pasa por decenas de reservas naturales y parques nacionales, desde el Néguev en el sur a la frontera con Líbano en el norte.